# Liste des vice-présidents de la Polynésie française
 (novembre 2017).
Si vous disposez d'ouvrages ou d'articles de référence ou si vous connaissez des sites web de qualité traitant du thème abordé ici, merci de compléter l'article en donnant les références utiles à sa vérifiabilité et en les liant à la section « Notes et références ».
Le vice-président  de la Polynésie française, en plus de son portefeuille ministériel, est chargé d'assurer l'intérim du président de la Polynésie française lorsque celui-ci est absent ou empêché, la destitution.
Il préside le conseil des ministres lorsque le président est absent. Le conseil des ministres a pour prérogative entre autres d'adopter des normes juridiques dans les matières relevant de sa compétence, de procéder à des nominations (chefs de service, directeurs d'établissements publics, représentants de la Polynésie française au sein de conseils d'administration de sociétés d'économie mixte). Il peut être consulté par l'État pour des projets de décret.

## Statut
Le président de la Polynésie française choisit librement les ministres qui composent le gouvernement. Le nombre des ministres du gouvernement doit être compris entre sept ou dix membres. Le ministre peut être choisi au sein des membres de l'Assemblée de la Polynésie française ou en dehors de l'enceinte. Une fois nommé par le président, celui-ci notifie au haut-commissaire l'arrêté portant nomination et désignation des attributions de chaque ministre.
Parmi les ministres composant le gouvernement, l'un se verra attribuer le titre de vice-président. Celui-ci en plus de la direction de son département ministériel comme les autres ministres, exerce une fonction précise : il est chargé d’assurer l'intérim du président de la Polynésie française lorsque celui-ci est absent ou empêché. Il préside le conseil des ministres lorsque le président est absent. L'arrêté de nomination des membres du gouvernement témoigne de l'ordre protocolaire qui existe au sein du gouvernement. Jusqu'en 2004, le titre du vice-président de la Polynésie française est vice-président du gouvernement de la Polynésie française. 
L'actuelle vice-présidente, Minarii Galenon-Taupua, s'est vu attribuer les portefeuilles de la Solidarité, chargée de la famille, de la condition féminine, des personnes non autonomes et des relations avec les institutions.

## Listes des vice-présidents du gouvernement de la Polynésie française
| Vice-président            | Gouvernement | Mandat                            | Parti               | Président           |
| ------------------------- | ------------ | --------------------------------- | ------------------- | ------------------- |
| Alexandre Léontieff       | Flosse       | 14 septembre 1984 – 15 avril 1986 | Tahoeraa huiraatira | Gaston Flosse       |
| Patrick Peaucellier       | Flosse       | 15 avril 1986 – 12 février 1987   | Tahoeraa huiraatira | Gaston Flosse       |
| Jacques Teheiura          | Teuira       | 12 février – 9 décembre 1987      | Tahoeraa huiraatira | Jacques Teuira      |
| Georges Kelly             | Léontieff    | 9 décembre 1987 – 4 avril 1991    | Te Tiarama          | Alexandre Léontieff |
| Michel Buillard           | Flosse       | 4 avril 1991 – 30 mai 1995        | Tahoeraa huiraatira | Gaston Flosse       |
| Édouard Fritch (1re fois) | Flosse       | 30 mai 1995 – 27 février 2004     | Tahoeraa huiraatira | Gaston Flosse       |

## Liste des vice-présidents de la Polynésie française
| Vice-présidents de la Polynésie française                                                             | Vice-présidents de la Polynésie française | Vice-présidents de la Polynésie française | Vice-présidents de la Polynésie française                                    | Vice-présidents de la Polynésie française | Vice-présidents de la Polynésie française | Vice-présidents de la Polynésie française |
| Identité                                                                                              | Portrait                                  | Gouvernement                              | Dates de mandat                                                              | Note | Parti                                     | Président |
| --- | ----------------------------------------- | ----------------------------------------- | ---------------------------------------------------------------------------- | --- | ----------------------------------------- | --- |
| Édouard Fritch (2e fois)                                                                              |                                           | Flosse I                                  | 27 février – 14 juin 2004 (3 mois et 18 jours)                               | De 2004 à 2013, 13 gouvernements se succèdent en raison d'une grande instabilité politique qui touche la Polynésie française. | Tahoeraa huiraatira                       | Le poste est disputé entre trois hommes dirigeant la scène politique locale : Gaston Flosse du Tahoeraa huiraatira, Gaston Tong Sang du O Porinetia To Tatou Ai'a et Oscar Temaru du Tavini huiraatira. Aucun d'eux n'arrive à assurer un mandat complet et de nombreuses motions de défiance sont appliquées par l'Assemblée de la Polynésie française en fonction de la majorité des sièges des partis politiques. |
| Jacqui Drollet (1re fois)                                                                             |                                           | Temaru I                                  | 14 juin – 23 octobre 2004 (4 mois et 9 jours)                                | De 2004 à 2013, 13 gouvernements se succèdent en raison d'une grande instabilité politique qui touche la Polynésie française. | Tavini huiraatira                         | Le poste est disputé entre trois hommes dirigeant la scène politique locale : Gaston Flosse du Tahoeraa huiraatira, Gaston Tong Sang du O Porinetia To Tatou Ai'a et Oscar Temaru du Tavini huiraatira. Aucun d'eux n'arrive à assurer un mandat complet et de nombreuses motions de défiance sont appliquées par l'Assemblée de la Polynésie française en fonction de la majorité des sièges des partis politiques. |
| Édouard Fritch (3e fois)                                                                              |                                           | Flosse II                                 | 23 octobre 2004 – 3 mars 2005 (4 mois et 8 jours)                            | De 2004 à 2013, 13 gouvernements se succèdent en raison d'une grande instabilité politique qui touche la Polynésie française. | Tahoeraa huiraatira                       | Le poste est disputé entre trois hommes dirigeant la scène politique locale : Gaston Flosse du Tahoeraa huiraatira, Gaston Tong Sang du O Porinetia To Tatou Ai'a et Oscar Temaru du Tavini huiraatira. Aucun d'eux n'arrive à assurer un mandat complet et de nombreuses motions de défiance sont appliquées par l'Assemblée de la Polynésie française en fonction de la majorité des sièges des partis politiques. |
| Jacqui Drollet (2de fois)                                                                             |                                           | Temaru II                                 | 3 mars 2005 – 26 décembre 2006 (1 an, 9 mois et 23 jours)                    | De 2004 à 2013, 13 gouvernements se succèdent en raison d'une grande instabilité politique qui touche la Polynésie française. | Tavini huiraatira                         | Le poste est disputé entre trois hommes dirigeant la scène politique locale : Gaston Flosse du Tahoeraa huiraatira, Gaston Tong Sang du O Porinetia To Tatou Ai'a et Oscar Temaru du Tavini huiraatira. Aucun d'eux n'arrive à assurer un mandat complet et de nombreuses motions de défiance sont appliquées par l'Assemblée de la Polynésie française en fonction de la majorité des sièges des partis politiques. |
| Temauri Foster                                                                                        |                                           | Tong Sang I                               | 26 décembre 2006 – 13 septembre 2007 (8 mois et 18 jours)                    | De 2004 à 2013, 13 gouvernements se succèdent en raison d'une grande instabilité politique qui touche la Polynésie française. | Tahoeraa huiraatira                       | Le poste est disputé entre trois hommes dirigeant la scène politique locale : Gaston Flosse du Tahoeraa huiraatira, Gaston Tong Sang du O Porinetia To Tatou Ai'a et Oscar Temaru du Tavini huiraatira. Aucun d'eux n'arrive à assurer un mandat complet et de nombreuses motions de défiance sont appliquées par l'Assemblée de la Polynésie française en fonction de la majorité des sièges des partis politiques. |
| Antony Géros (1re fois)                                                                               |                                           | Temaru III                                | 13 septembre 2007 – 23 février 2008 (5 mois et 10 jours)                     | De 2004 à 2013, 13 gouvernements se succèdent en raison d'une grande instabilité politique qui touche la Polynésie française. | Tavini huiraatira                         | Le poste est disputé entre trois hommes dirigeant la scène politique locale : Gaston Flosse du Tahoeraa huiraatira, Gaston Tong Sang du O Porinetia To Tatou Ai'a et Oscar Temaru du Tavini huiraatira. Aucun d'eux n'arrive à assurer un mandat complet et de nombreuses motions de défiance sont appliquées par l'Assemblée de la Polynésie française en fonction de la majorité des sièges des partis politiques. |
| Édouard Fritch (4e fois)                                                                              |                                           | Flosse III                                | 23 février – 15 avril 2008 (1 mois et 23 jours)                              | De 2004 à 2013, 13 gouvernements se succèdent en raison d'une grande instabilité politique qui touche la Polynésie française. | Tahoeraa huiraatira                       | Le poste est disputé entre trois hommes dirigeant la scène politique locale : Gaston Flosse du Tahoeraa huiraatira, Gaston Tong Sang du O Porinetia To Tatou Ai'a et Oscar Temaru du Tavini huiraatira. Aucun d'eux n'arrive à assurer un mandat complet et de nombreuses motions de défiance sont appliquées par l'Assemblée de la Polynésie française en fonction de la majorité des sièges des partis politiques. |
| Jules Ienfa                                                                                           |                                           | Tong Sang II                              | 15 avril 2008 – 12 février 2009 (9 mois et 28 jours)                         | De 2004 à 2013, 13 gouvernements se succèdent en raison d'une grande instabilité politique qui touche la Polynésie française. | O Porinetia To Tatou Ai'a                 | Le poste est disputé entre trois hommes dirigeant la scène politique locale : Gaston Flosse du Tahoeraa huiraatira, Gaston Tong Sang du O Porinetia To Tatou Ai'a et Oscar Temaru du Tavini huiraatira. Aucun d'eux n'arrive à assurer un mandat complet et de nombreuses motions de défiance sont appliquées par l'Assemblée de la Polynésie française en fonction de la majorité des sièges des partis politiques. |
| Antony Géros (2e fois)                                                                                |                                           | Temaru IV                                 | 12 février – 25 novembre 2009 (9 mois et 13 jours)                           | De 2004 à 2013, 13 gouvernements se succèdent en raison d'une grande instabilité politique qui touche la Polynésie française. | Tavini huiraatira                         | Le poste est disputé entre trois hommes dirigeant la scène politique locale : Gaston Flosse du Tahoeraa huiraatira, Gaston Tong Sang du O Porinetia To Tatou Ai'a et Oscar Temaru du Tavini huiraatira. Aucun d'eux n'arrive à assurer un mandat complet et de nombreuses motions de défiance sont appliquées par l'Assemblée de la Polynésie française en fonction de la majorité des sièges des partis politiques. |
| Édouard Fritch (5e fois)                                                                              |                                           | Tong Sang III                             | 25 novembre 2009 – 1er mars 2011 (1 an, 3 mois et 4 jours)                   | De 2004 à 2013, 13 gouvernements se succèdent en raison d'une grande instabilité politique qui touche la Polynésie française. | Tahoeraa huiraatira                       | Le poste est disputé entre trois hommes dirigeant la scène politique locale : Gaston Flosse du Tahoeraa huiraatira, Gaston Tong Sang du O Porinetia To Tatou Ai'a et Oscar Temaru du Tavini huiraatira. Aucun d'eux n'arrive à assurer un mandat complet et de nombreuses motions de défiance sont appliquées par l'Assemblée de la Polynésie française en fonction de la majorité des sièges des partis politiques. |
| Tearii Alpha (1re fois)                                                                               |                                           | Tong Sang IV                              | 1er mars – 1er avril 2011 (1 mois)                                           | De 2004 à 2013, 13 gouvernements se succèdent en raison d'une grande instabilité politique qui touche la Polynésie française. | O Porinetia To Tatou Ai'a                 | Le poste est disputé entre trois hommes dirigeant la scène politique locale : Gaston Flosse du Tahoeraa huiraatira, Gaston Tong Sang du O Porinetia To Tatou Ai'a et Oscar Temaru du Tavini huiraatira. Aucun d'eux n'arrive à assurer un mandat complet et de nombreuses motions de défiance sont appliquées par l'Assemblée de la Polynésie française en fonction de la majorité des sièges des partis politiques. |
| Antony Géros (3e fois)                                                                                |                                           | Temaru V                                  | 1er avril 2011 – 17 mai 2013                                                 | De 2004 à 2013, 13 gouvernements se succèdent en raison d'une grande instabilité politique qui touche la Polynésie française. | Tavini huiraatira                         | Le poste est disputé entre trois hommes dirigeant la scène politique locale : Gaston Flosse du Tahoeraa huiraatira, Gaston Tong Sang du O Porinetia To Tatou Ai'a et Oscar Temaru du Tavini huiraatira. Aucun d'eux n'arrive à assurer un mandat complet et de nombreuses motions de défiance sont appliquées par l'Assemblée de la Polynésie française en fonction de la majorité des sièges des partis politiques. |
| Nuihau Laurey (1re fois)                                                                              |                                           | Flosse IV et V                            | 17 mai 2013 – 5 septembre 2014 (1 an, 3 mois et 19 jours)                    | | Tahoeraa huiraatira                       | Gaston Flosse |
| Nuihau Laurey (2de fois)                                                                              |                                           | Fritch I, II et III                       | 16 septembre 2014 – 13 janvier 2017 (2 ans, 3 mois et 28 jours)              | Ancien vice-président de Gaston Flosse, sénateur et ancien ministre. Il est le premier président par intérim de la Polynésie française. Il siège chez les non-inscrits à l'Assemblée de la Polynésie française depuis 2020. | Tapura huiraatira                         | Édouard Fritch |
| Teva Rohfritsch                                                                                       |                                           | Fritch IV                                 | 13 janvier 2017 – 23 mai 2018 – 2 septembre 2020 (3 ans, 7 mois et 20 jours) | Ancien ministre dans le gouvernement de Gaston Flosse, de Gaston Tong Sang et d'Oscar Temaru. Sénateur de la Polynésie française. Il siège l'Assemblée de la Polynésie française dans le groupe de la majorité présidentielle du Tapura. Il quitte le parti du Tapura huiraatira et du groupe présidentiel. | Tapura huiraatira                         | Édouard Fritch |
| Vacance du poste de vice-président de la Polynésie française du 2 septembre 2020 au 17 septembre 2020 |                                           |                                           |                                                                              | | Tapura huiraatira                         | Édouard Fritch |
| Tearii Alpha (2de fois)                                                                               |                                           | Fritch IV                                 | 17 septembre 2020 – 4 novembre 2021 (1 an, 1 mois et 18 jours)               | Maire de la commune de Teva I Uta et ministre de l'Agriculture, de l'Économie bleue et du Domaine, chargé de la recherche. Ancien vice-président de la Polynésie française en 2011. Président de la communauté de communes Terehēamanu. | Tapura huiraatira                         | Édouard Fritch |
| Vacance du poste de vice-président de la Polynésie française du 4 novembre 2021 au 10 novembre 2021   |                                           |                                           |                                                                              | | Tapura huiraatira                         | Édouard Fritch |
| Jean-Christophe Bouissou                                                                              |                                           | Fritch IV                                 | 10 novembre 2021 – 12 mai 2023 (1 an, 6 mois et 2 jours)                     | Ancien ministre du Logement, de l'Aménagement du territoire, chargé des transports inter-insulaires maritimes et aériens. | Tapura huiraatira                         | Édouard Fritch |
| Vacance du poste de vice-président de la Polynésie française du 12 mai 2023 au 15 mai 2023            |                                           |                                           |                                                                              | | Tapura huiraatira                         | Édouard Fritch |
| Eliane Tevahitua                                                                                      |                                           | Brotherson                                | 15 mai 2023-3 juin 2024 (1 an et 19 jours)                                   | Eliane Tevahitua est était la première femme à occuper se poste, de vice-présidente de la Polynésie française,et ministre de la Culture, de l'Enseignement supérieur, de l'Environnement, du Foncier, de l'Artisanat, chargée des relations avec les institutions. vice-présidente de la Polynésie française, ministre de la Culture, de l'Enseignement supérieur, de l'Environnement, du Foncier, de l'Artisanat, chargée des relations avec les institutions entre 2023 à 2024. Eliane Tevahitua a été démis de tous ses fonctions vice-présidente de la Polynésie française, ministre de la Culture, de l'Enseignement supérieur, de l'Environnement, du Foncier, de l'Artisanat, chargée des relations avec les institutions. | Tavini huiraatira                         | Moetai Brotherson |
| Minarii Galenon-Taupua                                                                                |                                           | Brotherson                                | 3 juin 2024 (9 mois et 11 jours)                                             | Minarii Galenon-Taupua elle a remplacé Mme Eliane Tevahitua comme vice-présidente de la Polynésie française, ministre des Solidarités, chargée de la famille, de la condition féminine, des personnes non autonomes et des relations avec les institutions | Tavini huiraatira                         | Moetai Brotherson |